# Fréquence 2
 (septembre 2019).
Fréquence 2 est une station de radio ivoirienne de la Radiodiffusion télévision ivoirienne créée le 11 novembre 1991. Fréquence 2 est une chaîne thématique de loisirs, de distractions et de détente qui émet 147 heures d'émissions hebdomadaire, et qui est écoutée majoritairement par la jeunesse. Les programmes sont découpés en grandes tranches d'antennes (émissions et rubriques) dont la durée n'excède pas les 30 minutes.
Selon un sondage réalisé par le Cabinet parisien HPCI Média (en juin 2001), Fréquence 2 et Radio Côte d'Ivoire (généraliste) dominent le palmarès en recueillant, à elles deux, plus de 60 % de l'audience (veille en cumulée), loin devant les radios internationales[réf. nécessaire].
Depuis 2011, il faut noter qu’une nouvelle dynamique est insufflée à Fréquence 2 par la direction générale de la RTI. L’objectif à terme étant de revenir au premier plan. Ainsi de grandes actions ont elles été menées sous l’égide du directeur général depuis 2013 : Lancement d’une nouvelle grille de programme soutenu par une vaste campagne de communication publicitaire, spot télé et radio, presse papier, affichage, changement de logo, amélioration du confort d’écoute, etc. avec un slogan qui traduit très bien nos ambitions ; Fréquence 2, Fréquence Jeune, de nouvelles voix à long terme avec de nouveaux programmes, en somme une grille adaptée aux aspirations de la jeunesse. Le résultat de cette stratégie est bien sûr, le bond qualitatif réalisé par Fréquence 2, passée de la huitième (8e) place en 2013 à la cinquième (5e) en 2015. En terme plus clair, Fréquence 2 fait partie du top cinq (5) des radios les plus écoutées à Abidjan. De façon précise, Fréquence 2 est troisième (3e) au classement des radios évoluant dans un format musical. » a déclaré le directeur de la radio Fréquence, Didier Bléou.

## Histoire

### Identité visuelle (logo)

Logo de Fréquence 2 du 11 novembre 1991 à 2012
Logo de Fréquence 2 de 2012 à 2014
Logo de Fréquence 2 depuis 2014

### Slogans
- depuis 2014 : « La radio jeunes »
- de [Quand ?] à 2014 : « La FM leader »
- Depuis 2014 : Fréquence 2 , Fréquence Jeune[4]

## Programme
Les deux chaînes de la radio nationale couvrent l’ensemble du territoire. Elles émettent en FM 24 heures sur 24, et synchronisent leurs programmes d’information  radiodiffusés jusqu’à 8 heures du matin. Radio Côte d'Ivoire est plus tournée vers l’information institutionnelle et prend aussi en compte les besoins d’information des auditeurs à travers des émissions grand public, des débats sur des thèmes d’actualité, de société, de politique, d’économie et de culture.
Fréquence 2, vise un public plus jeune qui veut se divertir. Son programme est fait pour l’essentiel de magazines et d’émissions musicales. Les deux chaînes de radio qui ambitionnent d’être les meilleures et les plus proches des auditeurs sont handicapées par le manque de moyens. La RTI a adopté depuis plusieurs années des programmes d’information radio et télévisés en langues nationales auxquelles s’ajoute le moré, langue des Mossi, dont une communauté de trois millions de personnes vit en Côte d'Ivoire.

### Émissions
Quelques émissions (liste non exhaustive) :
- Les Ivoiriens sont formidables : Tranche d'antenne consacrée à la solidarité nationale, mardi de 08h00 à 10h00)
- Mythes et mystères
- Sport en fête
- SOS détresse
- RNB
- Reggae for Ever
- Place publique
- N'Zassa
- Samedi bonheur
- Toukpê (tranche d'antenne consacrée à la promotion des alliances inter-ethniques et à parenté, dimanche de 8 h à 10 h)

## Organisation

### Journalistes actuels
Les journalistes et animateurs :
- Zakré
- Ani Gori
- Aron Badé
- Benjamin Oulaï
- Edi Morison
- Eloi Koré Picard
- Emmanuel Goré Bi
- Flora Balo
- Georges Ibrahim Tounkara
- Julien Akouadou
- Pierre Ignace Tressia
- Denise Likane

### Anciens journalistes
- Didier Bléou

## Diffusion

### Fréquences
Liste non exhaustive :
- 90.8 Divo
- 91.0 Grabo
- 91.0 Tiémé
- 91.4 Bouna
- 91.5 Békouéfin
- 92.4 Kouakoussikro
- 92.8 Tehini
- 93.0 Grand-Lahou
- 94.6 Zoukougbeu
- 95.0 Séguéla
- 95.1 Tai
- 95.9  Niangue
- 96.0  Toulepleu
- 98.6  Bouaké
- 98.8  Maféré
- 98.8  M'bengue
- 99.1  Bouaflé
- 99.6 Tengréla
- 100.2 Man
- 100.7 Dabakala
- 101.0  Koun Fao
- 101.1  Kong
- 101.5 Touba
- 102.6  Bouaflé
- 102.9 Dimbokro
- 103.0 Naingbo